# Hydriomena albipulverata
Hydriomena albipulverata là một loài bướm đêm trong họ Geometridae.